# Universidad Abdou Moumouni
La Universidad Abdou Moumouni (en francés: Université Abdou Moumouni,; también escrito de 1973 a 1992 université de Niamey; Universidad de Niamey) es la única universidad pública en Níger y por lo tanto bajo el control directo del Ministerio de Educación. Situada en la margen derecha del río Níger en la ciudad de Niamey, sus estudiantes y profesores siempre han estado involucrados en los movimientos de protesta en la capital. Situada en la capital Niamey, la universidad contaba con una matrícula total de alrededor de 8000 a principios de 2007, mientras que tenía 7.000 en junio de 2006, lo que implicó un crecimiento de 1000 en comparación con la década anterior.